# 埃赫萨诺拉·汗·达斯特达
埃赫萨诺拉·汗·达斯特达（波斯語：احسان الله خان دوستدار；1884年12月20日—1939年3月10日），巴哈伊信仰者，被称为“红色同志”，是20世纪初期伊朗马克思主义者，伊朗社会主义苏维埃共和国的领导人。